# Dommartin-Dampierre
Dommartin-Dampierre es una comuna francesa situada en el departamento de Marne, en la región de Gran Este.

## Demografía
| 82 | 83 | 78 | 83 | 95 | 70 | 68 |
| Para los censos de 1962 a 1999 la población legal corresponde a la población sin duplicidades (Fuente: INSEE [Consultar]) |    |    |    |    |    |    |